# Jean-Pierre Lacoste
Pas d'image ? Cliquez ici

a Compétitions nationales et continentales officielles uniquement.

b Matchs officiels uniquement.
Jean-Pierre Lacoste, né le 23 avril 1954, est un joueur international français de rugby à XIII dans les années 1970. Il occupe au cours de sa carrière le poste de demi d'ouverture ou de centre.
Il joue en rugby à XIII au sein de Bordeaux XIII prenant part au Championnat de France. Ses qualités sont remarquées par les sélectionneurs de l'équipe de France puisqu'il dispute trois rencontres lors de la Coupe du monde en 1975 face au Pays de Galles et l'Angleterre, en étant associé en charnière à Jean-Marie Imbert

## Palmarès

### Coupe du monde
| Édition    | Rang      | Résultats France | Résultats Lacoste | Matchs Lacoste |
| ---------- | --------- | ---------------- | ----------------- | -------------- |
| Monde 1975 | Cinquième | 1 v, 1 n, 6 d    | 1 v, 0 n, 2 d     | 3/8            |

Légende : v = victoire ; n = match nul ; d = défaite.

### Détails en sélection
| 1. | 2 mars 1975     | Pays de Galles | 14-7 | Coupe du monde | Demi d'ouverture | - | - | - | - |
| 2. | 16 mars 1975    | Angleterre     | 2-20 | Coupe du monde | Demi d'ouverture | - | - | - | - |
| 3. | 6 novembre 1975 | Pays de Galles | 2-23 | Coupe du monde | Demi d'ouverture | - | - | - | - |